# Nguyễn Kim Thiềng
Nguyễn Kim Thiềng (ur. 30 października 1960) – wietnamski zapaśnik walczący w stylu wolnym. Olimpijczyk z Moskwy 1980, gdzie zajął dwunaste miejsce w wadze muszej.

## Letnie Igrzyska Olimpijskie 1980
| Konkurencja      | Rundy eliminacyjne        | Rundy eliminacyjne        | Klas. końcowa |
| Konkurencja      | Przeciwnik I              | Przeciwnik II             | Miejsce       |
| ---------------- | ------------------------- | ------------------------- | ------------- |
| 52 kg styl wolny | Mohamed Hachaichi (ALG) P | Mohammad Aynutdin (AFG) P | 12.           |